# Àngel Llàcer
|  | Aquest article tracta sobre l'actor català. Si cerqueu el cardiòleg valencià, vegeu «Àngel Llàcer i Escorihuela». |

Àngel Llàcer Pinós (Barcelona, 16 de gener de 1974) és un actor, presentador de televisió i professor d'art dramàtic català.
Llicenciat per l'Institut del Teatre de Barcelona (1996-1997), va completar la seva formació en centres interpretatius de San Miniato (Itàlia) i de Berlín. Ha estat professor d'interpretació a l'ESADE i al programa televisiu espanyol Operación Triunfo, ha estat director teatral d'obres com El somni d'una nit d'estiu i presentador de diversos programes de televisió de TV3.
La temporada 2012 – 2013 va presentar, conjuntament amb Manu Guix, el programa de ràdio Els optimistes (Catalunya Ràdio), durant el migdia.

## Televisió
És conegut sobretot com a professor d'interpretació, presentador del xat i director de l'acadèmia del reality show televisiu Operación Triunfo a la cadena La 1. Actualment està participant a Tu cara me suena d'Antena 3 formant part del jurat de junt amb Carlos Latre, Chenoa i Lolita. A laSexta va presentar un programa d'humor, Anónimos. A TV3 va presentar El salt de l'Àngel i el programa City a cegues a la cadena CityTV i actualment presenta Còmics. També ha presentat Pequeños Grandes Genios a TVE i No te olvides de la canción a laSexta. També ha participat en Los mejores años a TVE i La escobilla nacional a Antena 3. El 2025 presenta La jugada de Maquiavel a TV3.

## Teatre
- Mala sangre (1997)
- El somni de Mozart (1998)
- Mesura per mesura (1999)
- Fes córrer la veu (1999)
- Mein Kampf (1999)
- La tienda de los horrores (2000)
- A Little Night Music (2000-2001)
- The Full Monty (2001).
- Salinger, actor (2002)
- El somni d'una nit d'estiu, director (2002)
- Ja en tinc 30 (2004).
- Teatre sense animals, actor (2004
- La màgia dels Kikids, director i autor (2005)
- Tenim un problema, director i actor (2005)
- Ya van 30, director i actor (2007)
- Què, el nou musical (2008), amb Manu Guix i Àlex Mañas
- Boeing, Boeing, actor (2009)
- La doble vida d'en John (2010)
- Geronimo Stilton, director (2010)
- Madame Melville, director (2011)
- Splenda, amb el Mag Lari (2012)
- El Petit Príncep, director i actor (2014)
- Molt soroll per no res, de William Shakespeare, director (2015)
- Priscilla, la reina del desierto, director artístic (2015)
- Un cop l'any, director (2018)
- Frankenstein, actor (2018)
- La jaula de las locas, director i actor (2018)
- Cantando bajo la lluvia, director i actor (2021)
- The Producers, actor i codirector (2023)

## Premis
- Premi Butaca 1998: Millor actor de musical per "El somni de Mozart".
- Premi Butaca 2000: Millor actor de repartiment per "Mein Kampf".
- Premi Butaca 2002: Millor actor de musical per "The Full Monty".

Candidatures:
- Premi Butaca 2001: Millor actor de musical per "A Little Night Music".
- Premi Max 2002 al millor actor de repartiment per "The Full Monty".